# Anancidae
Anancidae es una familia extinta de mamíferos proboscídeos cercanamente relacionados con los elefantes modernos. Los miembros de este grupo fueron asignados tradicionalmente a la familia Gomphotheriidae, pero una serie de análisis ha llevado a algunos autores a considerarlos como una familia independiente. Cuando eran parte de Gomphotheriidae sensu lato (sentido amplio) eran conocidos como los gonfoterios tetralofodontos, basándose en la morfología de sus dientes molares.